# 式守卯之助
式守 卯之助（しきもり うのすけ、式守夘之助）は、大相撲の行司の名跡の1つ。江戸期から明治期にかけて4人が名乗ったが、1874年以降襲名されておらず事実上途絶えている。襲名の経緯が不明瞭なことや名跡の格などを考慮しても、今後誰かが襲名する可能性は極めて低いものと思われる。
- 初代 - 後の3代式守伊之助。襲名期間は天明8年4月-寛政7年3月、再勤して文化5年10月-文政2年11月。
- 2代 - 襲名期間は天保6年10月-天保8年正月。
- 3代 - 最高位は8人目。襲名期間は安政2年2月-万延元年3月。
- 4代 - 最高位は13人目。襲名期間は明治5年4月-明治7年3月。